# 與狼共存 (小說)
《與狼共存》（Misha: A Mémoire of the Holocaust Years）是一本由比利時女作家Misha Defonseca所寫的一本小說，於1997年出版。本書最初聲稱是一本回憶錄，紀述作者年輕時作為一位猶太裔的小女孩，如何在大屠殺中幸存，並橫越歐洲去尋找她的雙親。這本小說在世界各地的銷量均很好，而且還被改編成為電影。
不過，在2008年2月，Defonseca公開承認大眾一直所質疑的事實，承認她的回憶錄是虛構的。她的真實名字為Monique de Wael，雙親雖然在第二次世界大戰時被納綷帶走，但並不是因為他們是猶太人，而是因為他們是當地由天主教會所領導的比利時抵抗運動的成員；而她亦未有像書中女孩所經歷的一般，離家去找尋他們。她透過律師在布魯塞爾的報章《今夜報》發表的聲明指：雖然米莎的故事並不真實，但那是她的現實，亦是她的生存方式，特別是當某些時候當她無法分別現實和想像之時。

## 故事大綱
在第二次世界大戰的比利時，米莎的雙親被納綷帶走，米莎被父親安排到祖父家裡暫住。雖然在祖父對她的照顧很好，但她經常都聽到後母與跟其他人相討如何把她交送到德軍手上。所以在一天，她決定離家出走，去尋找她的父母。在這野外的日子，她肚餓時就去偷別人農場內的雞吃。在一個森林裡，她遇到一群狼。她看到狼在樹底下小便來「圈地」，便有樣學樣的在狼的小便上小便。之後當狼回來時，在他們的小便上嗅出米莎的味道，便慢慢的接納了她，並教懂了她在野外生存的技巧。五年後米莎回到比利時，雖然她未有尋獲她的雙親，但這段生活卻成為了她的回憶。

## 參看
- 《與狼共存 (電影)》

## 外部連結
- Defonseca, Misha. . 2008-02-28  [2008-12-26]. （原始内容存档于2008-03-02）.
- 互联网电影数据库（IMDb）上《Survivre avec les loups》的资料（英文）
- "Writer admits Holocaust book is not true", Boston Globe, February 29, 2008.
- Eskin, Blake. "Crying Wolf: Why did it take so long for a far-fetched Holocaust memoir to be debunked? （页面存档备份，存于）", Slate.com, February 29, 2008.
- Belgian Writer Admits Best-Selling Holocaust 'Memoir' a Hoax （页面存档备份，存于）
- Holocaust wolf memoir a fake, author admits （页面存档备份，存于）
- Author: My best-selling Holocaust book is a hoax （页面存档备份，存于）